# Malinovka (Alejskij rajon)
Malinovka (in lingua russa: Малиновка) è un centro abitato del Territorio dell'Altaj, situato nell'Alejskij rajon.